# Ornithidium pittieri
Ornithidium pittieri är en orkidéart som beskrevs av Oakes Ames. Ornithidium pittieri ingår i släktet Ornithidium och familjen orkidéer. Inga underarter finns listade i Catalogue of Life.